# Mammillaria xaltianguensis
Mammillaria xaltianguensis ist eine Pflanzenart aus der Gattung Mammillaria in der Familie der Kakteengewächse (Cactaceae). Das Artepitheton xaltianguensis verweist auf das Vorkommen der Art beim Dorf Xaltianguis im mexikanischen Bundesstaat Guerrero.

## Beschreibung
Mammillaria xaltianguensis wächst meist einzeln oder gelegentlich auch Gruppen bildend. Die grünen Triebe sind zylindrisch geformt. Sie werden bis zu 20 Zentimeter hoch und 7 bis 8 Zentimeter im Durchmesser groß. Die Warzen sind leicht vierkantig. Milchsaft ist nur im Pflanzenkörper vorhanden in den Warzen nicht. Die Axillen sind mit spärlicher Wolle und mit 8 bis 12 Millimeter langen Borsten besetzt. Die 3 bis 5 Mitteldornen sind teilweise gehakt. Sie sind nadelig, purpurbraun bis gelblich braun mit rötlicher Spitze, die später weißlich wird und 6 bis 12 Millimeter lang. Die 16 bis 20 Randdornen sind borstenartig, durchscheinend weiß und 5 bis 6 Millimeter lang.
Die 1,7 Zentimeter langen Blüten sind mehr oder weniger hellrosa bis gelblich oder auch bis karminrot. Die grünen Früchte haben eine gelbliche Spitze. Sie enthalten braune Samen.

## Verbreitung, Systematik und Gefährdung
Mammillaria xaltianguensis ist in den mexikanischen Bundesstaaten Guerrero und Michoacán verbreitet.
Die Erstbeschreibung erfolgte 1973 durch Hernándo Sánchez-Mejorada.
Es werden folgende Unterarten unterschieden:
- Mammillaria xaltianguensis subsp. xaltianguensis:
Die Nominatform hat hellrosa bis gelbliche Blüten, die bis zu 1,2 Zentimeter lang werden.
- Mammillaria xaltianguensis subsp. bambusiphila (Repp.) D.R.Hunt:
Die Erstbeschreibung erfolgte 1986 als Mammillaria bambusiphila durch Werner Reppenhagen.[3] David Richard Hunt stellte die Art 1997 als Unterart zu Mammillaria xaltianguensis.[4] Die Unterart hat karminrote Blüten, welche bis zu 1,7 Zentimeter lang werden.

In der Roten Liste gefährdeter Arten der IUCN wird die Art als „Data Deficient (DD)“, d. h. mit keinen ausreichenden Daten geführt.

## Nachweise